# Exoneura montana
Exoneura montana är en biart som beskrevs av Rayment 1939. Exoneura montana ingår i släktet Exoneura och familjen långtungebin. Inga underarter finns listade i Catalogue of Life.

## Bildgalleri

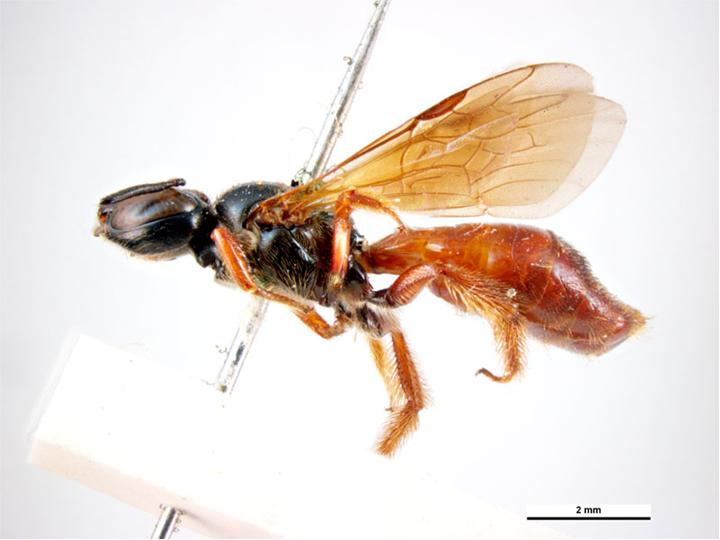